# Drymomyrmex
Genre
Drymomyrmex est un genre fossile d'insectes hyménoptères fourmis (famille des Formicidae) de la sous-famille des Formicinae.

## Classification
Le genre Drymomyrmex est créé en 1915 par l'entomologiste américain William Morton Wheeler (1865-1937) ainsi que les deux premières espèces Drymomyrmex claripennis et Drymomyrmex fuscipennis,,.

### Fossiles
Selon Paleobiology Database en 2023, le nombre de collections de fossiles référencées est de quatre :
- Rupélien de l'Oligocène inférieur, une collection d'Allemagne, de Kleinkembs, en région du Bade-Wurtemberg, décrite en 1937 par le paléontologue français Nicolas Théobald (1903-1981)[4] ;
- Priabonien de l'Éocène supérieur, deux collections de Russie et une d'Ukraine[2].

### Sous-famille
Ce genre a été attribué à la tribu des Camponotini en 1915 par William Morton Wheeler.
Puis ce genre a été reclassé dans la famille des Formicidae en 1992 par F.M. Carpenter et suivi en 2012 par le myrmécologue anglais Barry Bolton (1938-).
Ce genre est désormais classé dans la sous-famille des Formicinae depuis 2016 par P. S. Ward et al., repris en 2021 par A. G. Radchenko.

## Espèces fossiles
Selon Paleobiology Database en 2023, les espèces fossiles référencées sont au nombre de trois.
- †Drymomyrmex claripennis Wheeler, 1915
- †Drymomyrmex fuscipennis Wheeler, 1915
- †Drymomyrmex rasnitsyni Radchenko, 2021

## Description

### Affinites
« Le g. fossile Drymomyrmex serait intermédiaire entre le g. Camponotus et le g. Aphomyrmex. ».

## Galerie

Images de l'espèce Drymomyrmex fuscipennis de l'ambre de la Baltique.
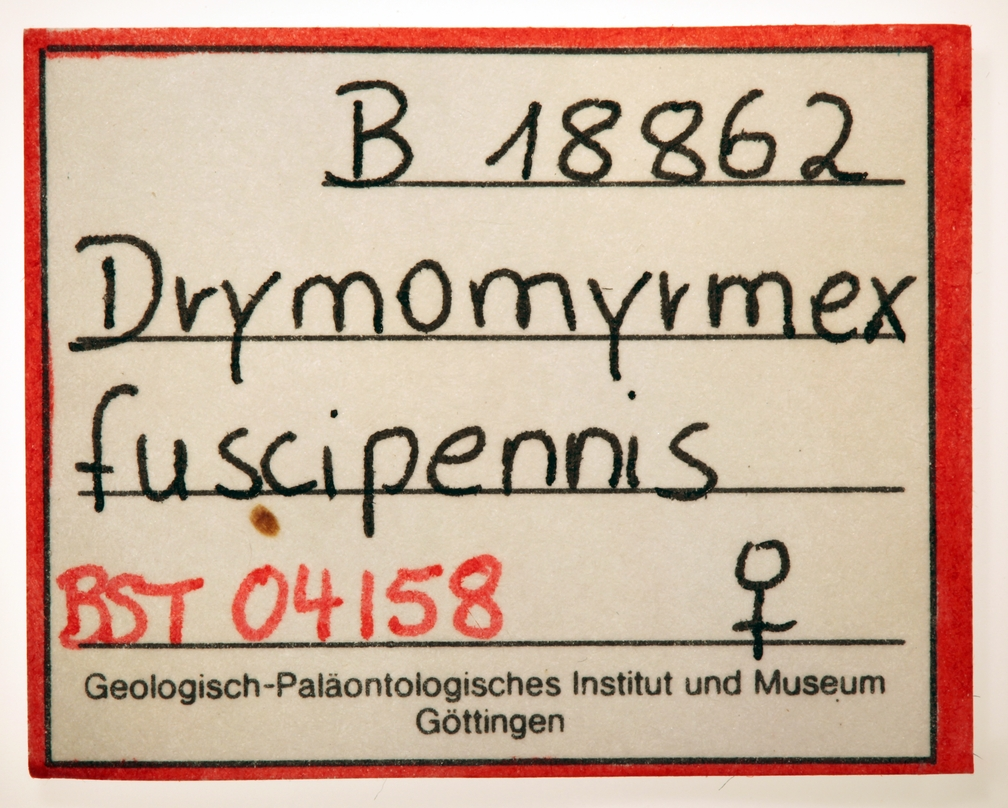
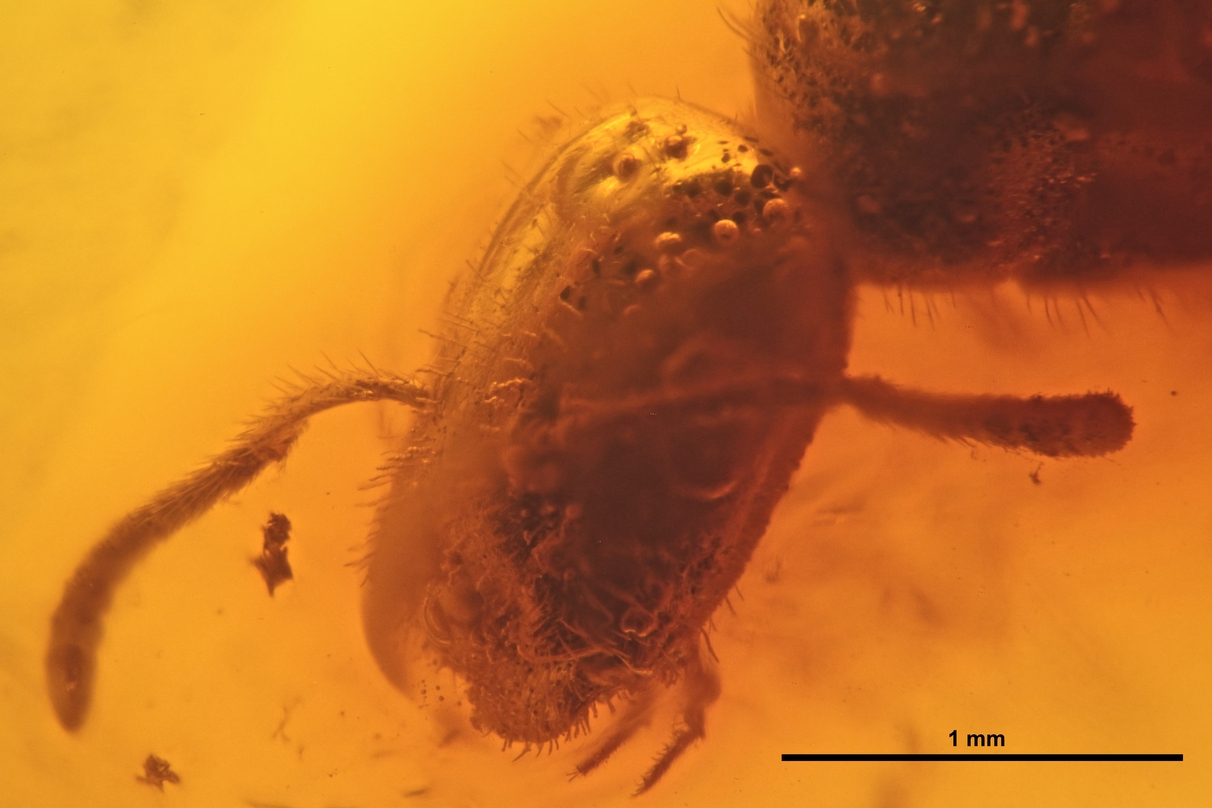

### Galerie des genres voisins
| - Ouvrières Camponotus aethiops. - Fourmi géante Camponotus gigas, parc national de Gunung Mulu, Sarawak, île de Bornéo, Malaisie. - Vue de profil : Camponotus herculeanus. - Fourmi charpentière Camponotus ligniperda. - Vue de profil : Camponotus piceus. |

### Publication originale
- [1915] (en) William Morton Wheeler, « The Ants of the Baltic Amber », Schriften der Physikalisch-ökonomischen Gesellschaft zu Königsberg, vol. 55,‎ 1915, p. 1-142.